# 1859
1859 (MDCCCLIX) fue un año común comenzado en sábado según el calendario gregoriano.

## Acontecimientos

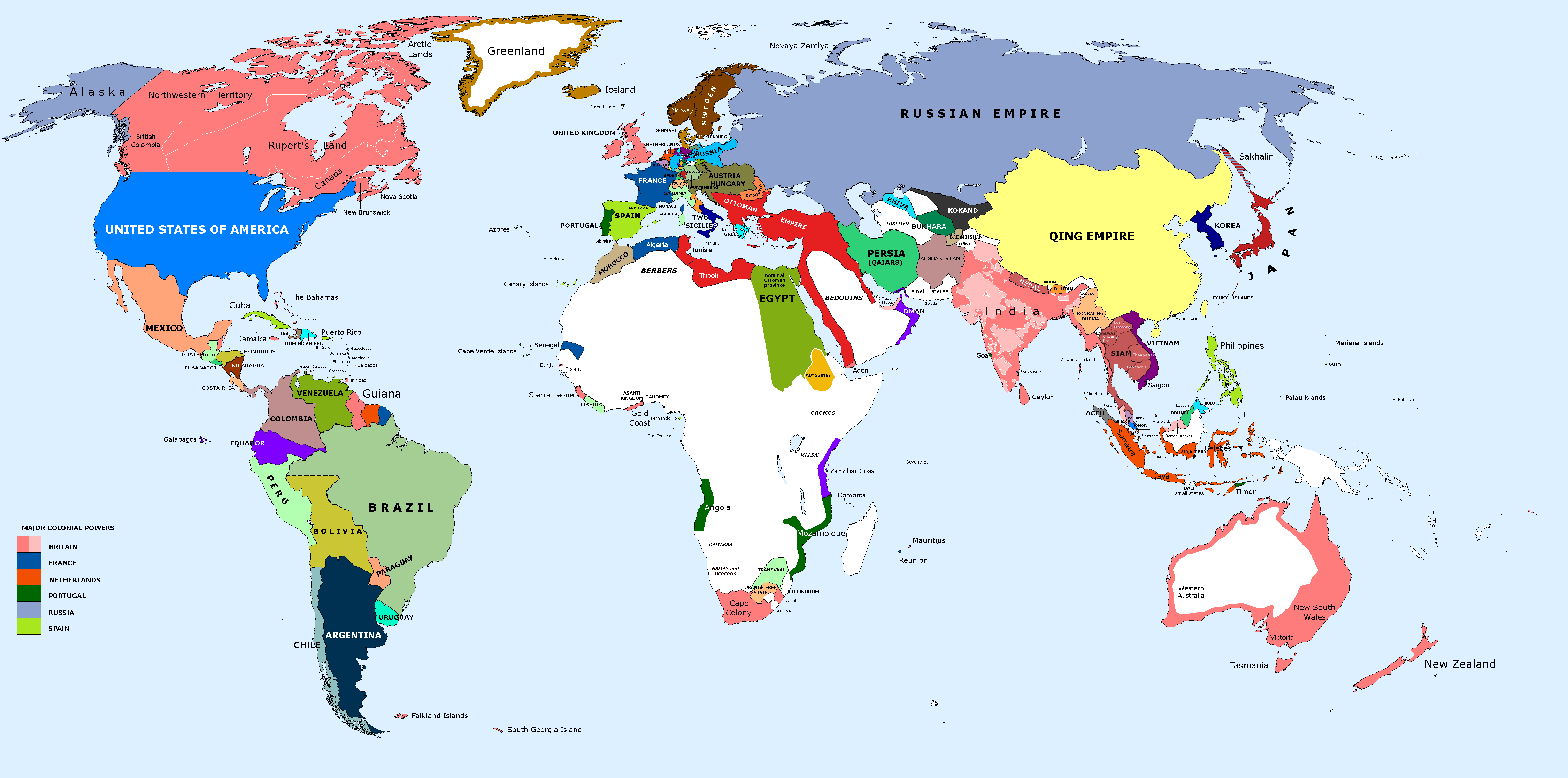
Mapa del mundo en los años 1859 y 1860.

### Enero
- 15 de enero: en Haití el emperador Faustino I es derrotado y obligado a renunciar como emperador.
- 17 de enero: en Moldavia, el coronel Cuza es elegido príncipe.
- 18 de enero: Se funda el departamento Junín (Mendoza) en Argentina.
- 21 de enero: en México, José Mariano Salas asume la presidencia por segunda ocasión.
- 24 de enero: 
  - En México, Félix María Zuloaga asume la presidencia por segunda ocasión.
  - Creación de los Principados Unidos de Valaquia y Moldavia.
- 25 de enero: en San Salvador, ciudad capital de El Salvador, se expide el decreto legislativo que proclama a este país como república soberana e independiente.
- 28 de enero: a Olympia, la capital del estado estadounidense de Washington, se le otorga el título y derechos de ciudad.

### Febrero
- 1 de febrero: en París (Francia), una comisión nombrada por el secretario de Fomento presenta sus conclusiones para establecer un patrón de diapasón musical, que terminaría por extenderse más allá de dicho país.
- 2 de febrero: en México, Miguel Miramón asume el poder como su vigesimonoveno presidente.
- 4 de febrero: en el Monasterio de Santa Catalina del Monte Sinaí, Egipto, Konstantin von Tischendorf encuentra el Codex Sinaiticus.
- 5 de febrero: en Valaquia, los diputados de la asamblea electiva proclaman príncipe a Alejandro Juan Cuza, que había sido elegido príncipe de Moldavia el diecisiete de enero, produciéndose la unión nominal de los principados del Danubio en un solo estado llamado Rumanía.
- 14 de febrero: Oregón se convierte en el 33.º estado de los Estados Unidos de América.
- 17 de febrero: en la actual Vietnam ―en el marco de la Invasión franco-española a Cochinchina―, los europeos conquistan la capital, Saigón.
- 20 de febrero: en Venezuela, con la Toma de Coro, comienza la Guerra Federal.

### Marzo
- 30 de marzo, Comienza el ferrocarril que conecta Vladivostok con Moscú, pero nunca se concretó y el gobierno abandonó el proyecto.[1]

### Abril
- 25 de abril: en el norte de Egipto comienza la construcción del canal de Suez.
- 29 de abril: comienza la guerra entre el Imperio austriaco contra la coalición francesa-italiana, para lograr la unificación e independencia de Italia.

### Mayo
- 5 de mayo: Brasil y Venezuela firman un Tratado de límites y navegación fluvial, en el que acuerdan fijar su frontera común entre las cuencas de los ríos Orinoco y Amazonas.
- 22 de mayo: Francisco II de las Dos Sicilias asciende al trono de las Dos Sicilias.
- Finales de mayo: en Londres (Reino Unido) entra en funcionamiento el Big Ben.

### Junio
- 2 de junio: en la ciudad turca de Erzurum se registra un terremoto de 6,1 que deja 15.000 muertos.
- 11 de junio: Un terremoto de 5.9 deja alrededor de 100 fallecidos en  el Distrito de Shamakhi en Azerbaiyán.
- 12 de junio: Henry Temple se convierte en primer ministro británico por segunda vez.
- 15 de junio: en la Isla San Juan, Washington, Estados Unidos, empieza la guerra del Cerdo entre los Estados Unidos y el Imperio Británico.
- 21 de junio: durante la Guerra Federal de Venezuela, el Ejército Federal incendia gran parte de la ciudad de San Fernando de Apure colocándola casi al borde de su destrucción.
- 28 de junio: en Newcastle upon Tyne, Inglaterra, Reino Unido, se celebra la primera exposición de perros de raza (27 setters y 23 pointers ingleses).

### Julio
- 7 de julio: frente a la villa de Paraná (en ese momento capital de la Confederación Argentina) sucede la sublevación del General Pinto, vapor insignia del unitario Estado de Buenos Aires, en guerra contra el resto del país, provocando el levantamiento del bloqueo de la villa y torciendo el rumbo de la Guerra Civil Argentina.
- 8 de julio: Carlos XV de Suecia asciende al trono de Suecia y Noruega.
- 11 de julio: en Villafranca di Verona se firma el Tratado de Villafranca, entre el Imperio francés y el Imperio austriaco.
- 27 de julio: David Livingstone descubre el lago Malaui.

### Agosto
- 27 de agosto: en Titusville (Pensilvania), el emprendedor estadounidense Edwin Drake (1819-1880) descubre el primer pozo de petróleo en el mundo.

### Septiembre
- 1 a 2 de septiembre: se desata la más intensa tormenta solar de la historia humana, que afecta a la mayor parte del planeta. Las líneas telegráficas de Estados Unidos y Reino Unido quedan inutilizadas. Además, una impresionante aurora boreal ―fenómeno que normalmente solo puede observarse en las regiones árticas―, pudo verse en lugares como Roma o Hawái hasta México, Cuba y Colombia.
- 20 de septiembre: en Copenhague, Dinamarca, se inaugura el jardín zoológico de Copenhague.

### Octubre
- 12 de octubre: Joshua A. Norton se proclama emperador de Estados Unidos y protector de México y ordena disolución del Congreso.
- 23 de octubre: en el norte de la provincia de Buenos Aires, 20 km al norte de la aldea Pergamino, el ejército federal argentino (liderado por Justo José de Urquiza vence al ejército porteño unitario (liderado por Bartolomé Mitre) en la segunda batalla de Cepeda.
- 27 de octubre: Se efectúa la primara audiencia de Richard Cobden con el emperador francés para firmar el tratado Cobden-Chevalier.
- 29 de octubre: España declara la guerra a Marruecos por destruir unas fortificaciones en Ceuta.

### Noviembre
- 10 de noviembre: Austria, Francia y Cerdeña firman el Tratado de Zúrich.

### Diciembre
- 2 de diciembre: En Virginia Occidental, EEUU. Es ahorcado el abolicionista John Brown.
- 25 de diciembre: Se prohíbe la Navidad en Nueva Zelanda.[2]

### Sin datar
- Se desarrolla la Guerra civil argentina entre el Gobierno unitario de Buenos Aires y la federalista Confederación Argentina.

## Arte y literatura
- Charles Dickens: Historia de dos ciudades.
- Jean-Francois Millet cuadro El Ángelus.

## Ciencia y tecnología
- 22 de septiembre: Robert Luther descubre el asteroide (57) Mnemosyne.
- 24 de noviembre: en Reino Unido se publica El origen de las especies —título original en inglés: On the Origin of Species— de Charles Darwin, considerado uno de los trabajos precursores de la literatura científica y el fundamento de la teoría de la biología evolutiva.
- 1859: evento Carrington.

## Pensamiento
- Karl Marx: Crítica de economía política.
- John Stuart Mill: Ideas sobre la reforma parlamentaria.

## Música
- Richard Wagner: Tristán e Isolda, esta ópera marca el comienzo del posromanticismo.

## Deportes
- 15 de noviembre: en Atenas, Grecia se celebra la primera edición de los Juegos Olímpicos de Zappas, el primer intento de revivir los antiguos juegos olímpicos, participan solo los nacionales griegos.
- En Lima, Perú se funda el Lima Cricket, el club de fútbol más antiguo Sudamérica.

## Nacimientos

### Enero

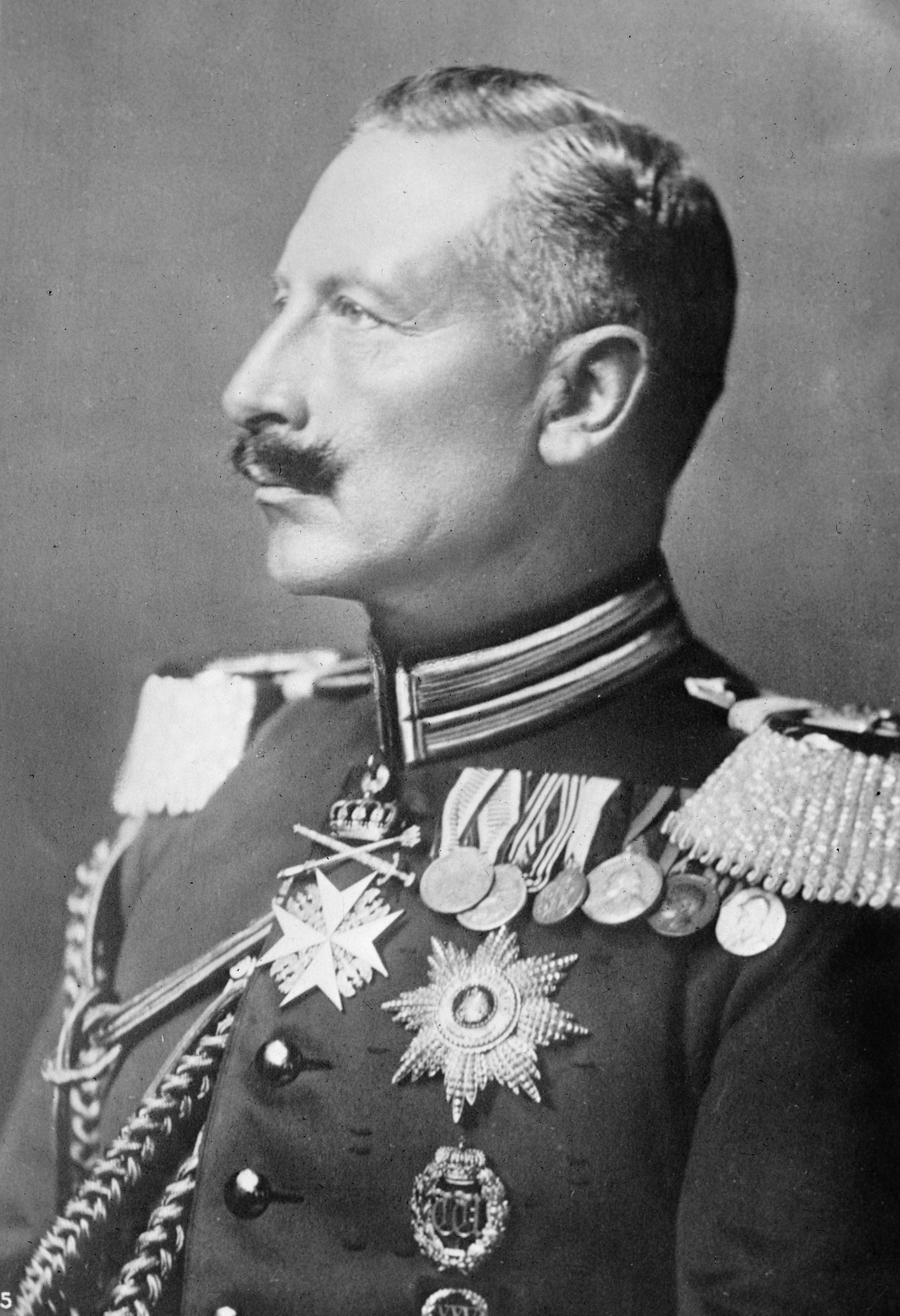
Guillermo II de Alemania

- 14 de enero: Francisco Ferrer Guardia, pedagogo libertario y autodidacta español (f. 1909).
- 11 de enero: Francisco d'Andrade, cantante lírico portugués (f. 1921).
- 27 de enero: Guillermo II, emperador prusiano entre 1888 y 1918 (f. 1941).

### Febrero
- 6 de febrero: Elias Disney, personaje estadounidense (f. 1941).
- 19 de febrero: Svante August Arrhenius, químico sueco, premio Nobel de Química en 1903 (f. 1927).

### Marzo
- 4 de marzo: Alejandro Stepánovich Popov, físico ruso.

### Abril
- 8 de abril: Edmund Husserl, filósofo alemán (f. 1938).

### Mayo

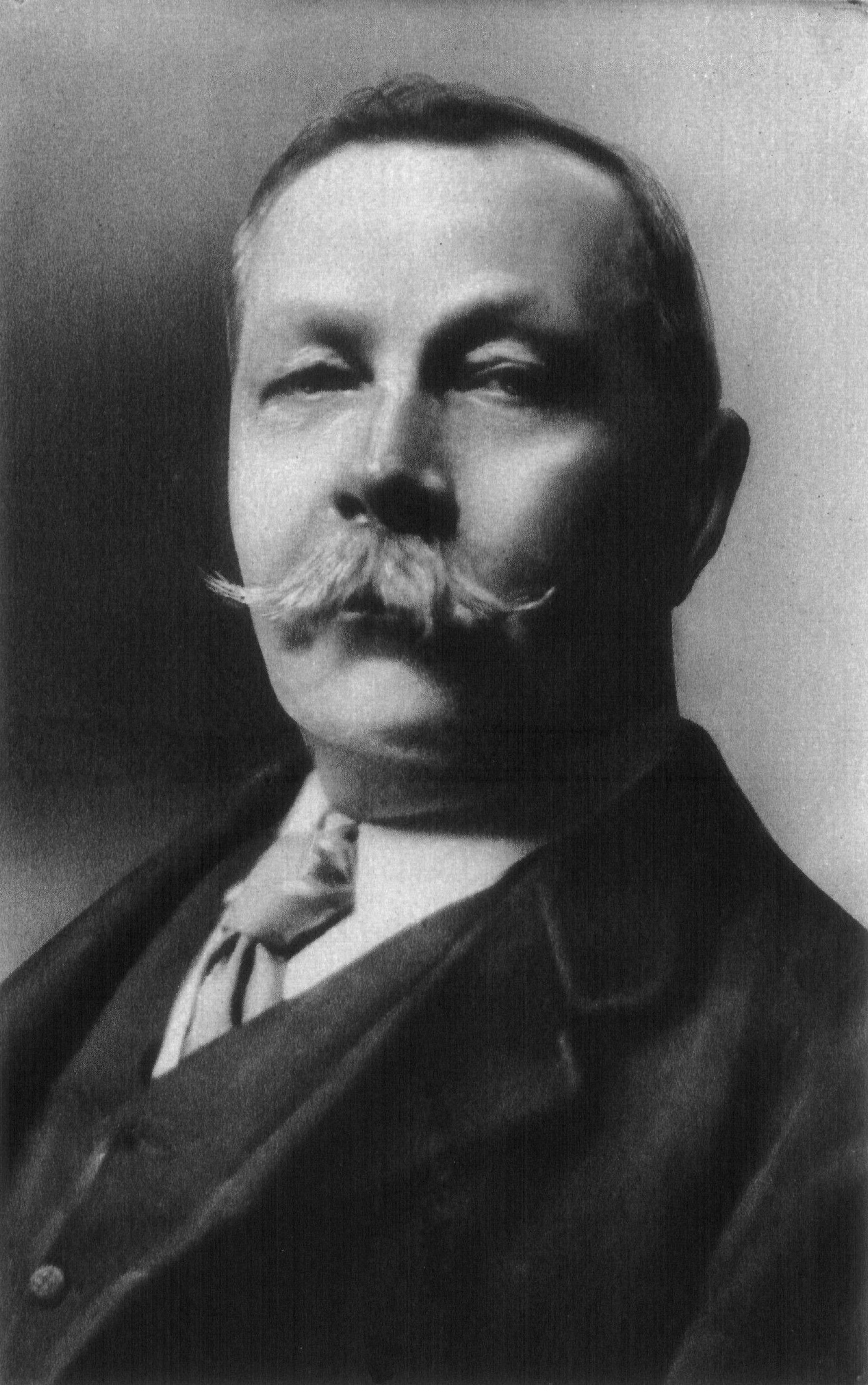
Arthur Conan Doyle

- 15 de mayo: Pierre Curie, físico francés, premio Nobel de Física en 1903 (f. 1906).
- 22 de mayo: Arthur Conan Doyle, escritor británico (f. 1930).

### Junio
- 28 de junio: José Sánchez Guerra, político, abogado y periodista español (f. 1935).

### Julio
- 5 de julio: Federico Malo Andrade, empresario ecuatoriano (f. 1932).
- 6 de julio: Verner von Heidenstam, escritor sueco, premio Nobel de Literatura en 1916 (f. 1940).
- 6 de julio: Justo Cuervo Arango, religioso dominico español, catedrático y publicista (f. 1921).

### Agosto
- 1 de agosto: Pedro Núñez Granés ingeniero militar y urbanista español (f. 1944).
- 4 de agosto: Knut Hamsun, escritor noruego, premio Nobel de Literatura en 1920 (f. 1952).

### Septiembre
- 6 de septiembre: Boris Yakovych Bukreyev, matemático ruso (f. 1962).
- 7 de septiembre: Juan Campisteguy, presidente uruguayo (f. 1937).
- 16 de septiembre: Yuan Shikai, militar y político chino (f. 1916).

### Octubre
- 9 de octubre: Alfred Dreyfus, militar francés (f. 1935).
- 18 de octubre: Henri Bergson, filósofo y escritor francés, premio Nobel de Literatura en 1927 (f. 1941).
- 20 de octubre: John Dewey, filósofo, pedagogo y psicólogo estadounidense (f. 1952).
- 26 de octubre: Arthur Friedheim, pianista, director de orquesta y compositor ruso (f. 1932).

### Noviembre
- 22 de noviembre: Fusajirō Yamauchi fundador de Nintendo (f. 1940).
- 23 de noviembre: Billy the Kid, pistolero estadounidense (f. 1881).

### Diciembre
- 6 de diciembre: Einar Hjörleifsson Kvaran, escritor islandés (f. 1938).
- 18 de diciembre: Gloria Melgar Sáez, compositora y pintora española (f. 1938).
- 21 de diciembre: Demetrio H. Brid, escritor panameño.
- 22 de diciembre: Manuel Gutiérrez Nájera, poeta mexicano (f. 1895).
- 24 de diciembre: Antonio Rodríguez Martín, jurista y escritor español (f. 1932).
- 27 de diciembre: Vicente March, pintor español (f. 1927).
- 29 de diciembre: Venustiano Carranza, político mexicano, presidente entre 1915 y 1920 (f. 1920).

### Fechas desconocidas
- Juan Bautista Señorans, fisiólogo, toxicólogo y gastroenterólogo argentino (f. 1933).

## Fallecimientos

### Enero
- 22 de enero: José Santos de la Hera, militar y político español (n. 1792).
- 29 de enero: William H. Prescott, historiador e hispanista estadounidense (n. 1796).

### Febrero
- 7 de febrero: Agustín Codazzi, ingeniero militar italiano de ocupación artillero, brigadier, furriel (n. 1793).
- 20 de febrero: Ezequiel Zamora, político venezolano, líder de los liberales (federales) en la Guerra Federal (n. 1817).

### Marzo
- 3 de marzo: Cornelis Cels, pintor belga (n. 1778).
- 13 de marzo: Vilhelm Pedersen, marino e ilustrador danés (n. 1820).

### Abril
- 16 de abril: Alexis de Tocqueville, pensador francés (n. 1805).

### Mayo
- 6 de mayo: Alexander von Humboldt, naturalista y geógrafo (n. 1769).
- 12 de mayo: Sergéi Aksákov, escritor ruso (n. 1791).
- 22 de mayo: Fernando II de las Dos Sicilias, aristócrata italiano, rey entre 1830 y 1859 (n. 1810).

### Junio
- 11 de junio: Klemens von Metternich, político austriaco (n. 1773).

### Julio
- 23 de julio: Marceline Desbordes-Valmore, poetisa francesa (n. 1786).

### Septiembre
- 15 de septiembre: Isambard Kingdom Brunel, ingeniero británico (n. 1806).

### Noviembre
- 28 de noviembre: Washington Irving, escritor estadounidense (n. 1783).

### Diciembre

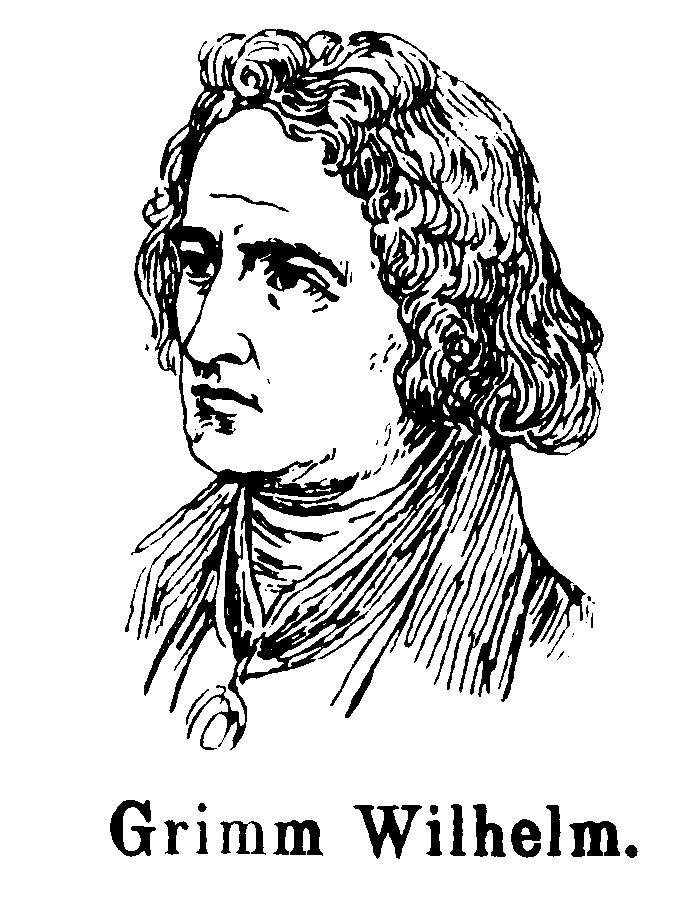
Wilhelm Grimm

- 2 de diciembre: John Brown, abolicionista estadounidense (n. 1800).
- 16 de diciembre: Wilhelm Grimm, lingüista, literato y mitólogo alemán (n. 1786).
- 31 de diciembre: Luigi Ricci, compositor italiano (n. 1805).

### Fechas desconocidas
- Abd ar-Rahmán ibn Hisham, sultán marroquí (n. 1789).